# Лилестрем
Лилестрем (норв. Lillestrøm) је значајан град у Норвешкој. Град је у оквиру покрајине Источне Норвешке и припада округу Акерсхус, где је први град по величини. Лилестрем је и седиште општине Скедсмо и истовремено једно од највећих предграђа Осла.
Према подацима о броју становника из 2011. године у Лилестрему је живело око 13 хиљада становника, док је у ширем градском подручју живело близу 20 хиљада становника.

## Географија
Град Лилестрем се налази у крајње југоисточном делу Норвешке. Од главног града Осла град је удаљен 20 km источно од града.
Лилестрем се налази у средишњем делу Скандинавског полуострва. Град се развио на реци Нителви, у невеликој долини. Јужно и северно од града се издижу брда. Сходно томе, надморска висина града иде од 120 до 200 м надморске висине.

## Историја
Први трагови насељавања на месту данашњег Лилестрема јављају се у доба праисторије. Данашње насеље није имало већи значај до почетка 20. века. 1908. године Лилестрем постаје седиште општине Скедсмо и од тада почиње бржи развој града, повезан и са близином Осла и пресељавањем његовог становништва у предграђа.
Током петогодишње окупације Норвешке (1940—45) од стране Трећег рајха Лилестрем и његово становништво нису значајније страдали.
Године 1997. Лилестрем је добио градска права.

## Становништво
Данас Лилестрем има око 13 хиљада становника, док је у ширем градском подручју живи близу 20 хиљада становника. Последњих година број становника у граду се повећава по годишњој стопи од 1,5%.

## Привреда
Привреда Лилестрема се традиционално заснива на индустрији. Последњих година значај трговине, пословања и услуга је све већи. Посебно је значајно скорашње премештање норвешког сајма у Лилестрем.

## Збирка слика
- Лилестрем са окружењем
- Градска црква
- Норвешки сајам у Лилестрему
- Новоградња у Лилестрему